# ديانا فيرو
ديانا فيرو (بالإسبانية: Diana Fierro)‏ هي لاعبة كرة قدم مكسيكية، ولدت في 19 يونيو 1995 في كويرنافاكا في المكسيك.